# Višnar - povirje
Višnar - povirje este o arie protejată (arie specială de conservare — SAC, sit de importanță comunitară — SCI) din Slovenia întinsă pe o suprafață de 4,07 ha, integral pe uscat.

## Localizare
Centrul sitului Višnar - povirje este situat la coordonatele 46°22′18″N 14°07′57″E / 46.3717°N 14.1325°E.

## Înființare
Situl Višnar - povirje a fost declarat sit de importanță comunitară în aprilie 2013 pentru a proteja 1 specie de animale. Situl a fost protejat și ca arie specială de conservare în aprilie 2015.

## Biodiversitate
Situată în ecoregiunea continentală, aria protejată nu include niciun habitat protejat.
La baza desemnării sitului se află o specie protejată de  nevertebrate: Coenagrion ornatum.